# 아이 TV
아이 TV는 일본 에히메현의 민영 텔레비전 방송국이다.
1992년 4월 1일 에히메 현의 3번째 민영 텔레비전 방송국으로 개국했다. JNN계열 방송국 중 마지막으로 개국한 방송국으로, 약칭은 ITV, 콜사인은 JOEH-DTV이다.

## 연혁
- 1991년 4월 26일 텔레비전 예비 면허 교부
- 1991년 7월 3일 주식회사 이요TV 설립
- 1992년 10월 1일 개국(아키타 아사히 방송과 같은 날 개국)
- 2002년 10월 1일 회사명칭을 주식회사 아이TV로 변경.
- 2002년 10월 1일 개국 10주년
- 2006년 6월 12일 센트럴캐스팅방식 적용을 위해 디지털 마스터를 갱신.(히로시마의 주고쿠 방송과 공동 설치)
- 2006년 6월 21일 지상파 디지털 텔레비전 방송 시험 방송 개시
- 2006년 10월 1일 지상파 디지털 텔레비전 방송 개시.
- 2011년 7월 24일 지상파 아날로그 텔레비전 방송 종료.
- 2012년 10월 1일 개국 20주년
- 2013년 9월 30일 센트럴캐스팅방식 방송송출 중단.

## 일본 최초 센트럴 캐스팅 방식 프로그램 전송
아이TV는 2006년 6월부터 「센트럴캐스팅방식」을 통한 프로그램 전송을 실시하고 있다.
센트럴 캐스팅 방식이란, 예를 들면 일본을 각 지구(도호쿠, 시코쿠, 규슈 등)로 나누어 그 지구 내에서 중심방송국을 결정하여, 계열국간 동시 연결 프로그램이나 CM의 송출을 중심방송국에서 일괄관리하는 방식이다. JNN네트워크의 중심국인 도쿄 방송이 이 시스템의 보급을 JNN 각 방송국에 부탁했는데 히로시마의 주고쿠 방송과 아이TV가 이 방식을 채택하기로 했다.
이 두 방송사의 경우, 주고쿠 방송을 중심방송국으로 설정한 다음, 지금까지 자사에 설치하고 있던 프로그램전송 마스터를 주고쿠 방송 사옥내에 공동으로 설치해 운영해 나가자고 정했다.
구체적으로는 중심방송국에서의 네트워크 프로그램은 반드시 RCC를 경유해 마쓰야마 쪽으로, 그리고 텔레비전의 프로그램 소재나 CM은 일단 RCC로 보내 편성을 마친 후, 다시 마쓰야마로 보내 에히메 현에서 방송된다. 이 방식을 이용하면 많은 비용이 경감되어 자사 프로그램 제작이나 편성에 주력 할 수 있는 이점이 있다.
주고쿠방송에 마스터가 있다고 해도 2사가 같은 프로그램을 편성할 필요는 없고, 자사 제작의 프로그램 등은 지금처럼 편성할 수 있는 동시에, 복잡한 전송방식으로 인해 긴급방송 필요시의 방송지연을 걱정하는 소리도 있다.
그렇지만 현재 아이TV의 경영 기반이 타국에 비해 취약하고 자사가 직접 시설화를 하기 곤란하고, 게다가 주고쿠방송은 주고쿠·시코쿠 지역에서도 유수한 방송국인 것과 동시에 아이TV의 사정을 이해하고 있어서, 이 둘의 이해가 일치한 것이 이 방식을 채용한 큰 이유로 알려져 있다.
그러나 센트럴 캐스팅을 시작한지 얼마 후, 이 서비스에 쓰이는 전용선로 서비스인 기가 스트림을 관리·운영하는 NTT 커뮤니케이션즈측이 디지털 회선 사용료를 정액제로 바꾸면서 써 비용 절감 효과가 사라지자, 아이 TV 측이 다시 본사에 디지털 마스터를 설치·가동하면서 7년 3개월 만에 끝을 맞이했다.

## 기타
- 정식 회사명은 주식회사 이요TV였지만, 별칭으로 불린 아이TV가 현민들에게 친숙하게 되자 2002년 10월 1일 현재의 회사명인 주식회사 아이TV로 바뀌었다.
- 원래는 ANN계열과의 크로스 네트워크 방송국으로 개국될 예정이었으나, 4번째 민영 텔레비전 방송국용 채널 할당과 계열국 이외의 다른 방송국에 뉴스 소재를 보내서는 안 되는 JNN협정 위배문제 등으로 무산되었다고 한다.
- 대한민국에 있는 경인방송과 영국의 ITV와 방송국 영문명칭이 ITV로 같으나 특별한 관계는 없다.

## 에히메현에 있는 다른 텔레비전·라디오 방송국
- NHK 마쓰야마 방송국
- 난카이 방송(RNB)(TV는 니혼 TV 계열국, 라디오는 JRN&NRN계열국)
- 에히메 아사히 TV(eat)(TV 아사히 계열)
- TV 에히메(EBC)(후지 TV 계열)
- FM에히메(JFN 계열)